# Goran Sudžuka
Goran Sudžuka (Zagreb, 23 de desembre de 1969) és un dibuixant de còmics croat conegut pel seu treball en sèries com ara Y: The Last Man, Hellblazer: Lady Constantine i Ghosted. Ha treballat, entre d'altres, per a DC Comics i Vertigo Comics.

## Formació
Goran Sudžuka va néixer a Zagreb en el context de Iugoslàvia. Es va graduar a l'Escola d'Arts Aplicades i Disseny de Zagreb el 1988.

## Carrera
Sudžuka va encetar la seva carrera en animació a la companyia Zagreb Film. El 1990, va col·laborar per primera vegada amb el guionista croat Darko Macan en Albert the Butler, una sèrie d'històries de terror publicada a Croàcia i Alemanya. Macan va escriure la majoria dels còmics que ell va realitzar al seu país (alguns dels quals van ser recopilats en un volum anomenat Sudžukice), incloent-hi Svebor & Plamena, un melodrama adolescent que va fer que guanyés el premi al millor còmic realista a Croàcia el 1997.
Dos anys més tard, el 1999, va passar a treballar per a la línia Vertigo de DC Comics, en què va ser el cocreador d'Outlaw Nation amb el guionista Jamie Delano. També va il·lustrar el 2002 la minisèrie de quatre números Hellblazer: Lady Constantine, escrita per Andy Diggle; i va completar un àlbum de la sèrie L'Histoire Secrete per a l'editorial francesa Delcourt el 2005.
Llavors, del 2004 al 2007, Sudžuka va ser un dibuixant regular de Y: The Last Man. Entre el 2007 i el 2008, va treballar en una altra sèrie derivada de Hellblazer, Chas – The Knowledge, escrita per Simon Oliver. I el 2009, va dibuixar dos números de la sèrie regular de Hellblazer, escrits per Peter Milligan.
Així doncs, el 2011, va acabar A.D.D., una novel·la gràfica per a Vertigo escrita per Douglas Rushkoff i publicada el gener de 2012. Aquell any va col·laborar amb el guionista Jason Aaron en els números 15 i 16 de Wolverine. El següent, el 2013, va participar en la sèrie Ghosted amb Joshua Williamson per a Skybound, i addicionalment en Wonder Woman.

## Vida personal
Avui, Sudžuka encara resideix a Zagreb. Té com a influències en l'art Andrija Maurović, Ivica Bednjanec, Igor Kordey, Darko Macan i Edvin Biuković, així com molts altres artistes internacionals.

## Premis i nominacions
L'any 2001, va rebre el Premi Russ Manning al Millor Nou Talent per Outlaw Nation. A banda, va estar nominat al Premi Eisner per la Millor Història Serialitzada arran de Nines de paper, dels números 37 i 39 de Y: The Last Man el 2013; i també al Premi Hugo per la Millor Història Gràfica gràcies a A True Story from Saucer Country, de Strange Adventures juntament amb Paul Cornell.